# Abraxas interpunctata
Abraxas interpunctata es una especie de polilla de la familia Geometridae, descrita por primera vez por William Warren en 1905, con distribución endémica en la isla de Sula, Filipinas.

## Descripción
Es una polilla de color blanco crema, las marcas de color negro opaco, la línea costal interrumpida hacia la base por dos manchas blancas. Cuenta con una gran mancha celular negruzca irregular con el centro negro profundo. La cara es amarilla con una mancha central oscura, el vértice negro, los hombros y patas amarillos, con puntas negras. El tórax y abdomen son amarillos con grandes manchas dorsales negras y una doble serie de manchas laterales.